# Dorat (Puy-de-Dôme)
Dorat é uma comuna francesa na região administrativa de Auvérnia-Ródano-Alpes, no departamento Puy-de-Dôme. Estende-se por uma área de 17,03 km². Em 2010 a comuna tinha 710 habitantes (densidade: 41,7 hab./km²).